# Richard Keith (attore)
Richard Keith, nato Keith Thibodeaux (Lafayette, 1º dicembre 1950), è un attore e batterista statunitense, noto come attore bambino soprattutto per la sua partecipazione nel cast delle popolarissime serie televisive Lucy ed io (1956-57) e The Lucy-Desi Comedy Hour (1957-60) e quindi da adulto come componente della band musicale David and the Giants.

## Biografia
Keith Thibodeaux nasce in Louisiana nel 1950. Fin da piccolissimo mostrò un grande talento per le percussioni, tanto da entrare a far parte stabilmente a soli tre anni della Horace Heidt Orchestra, con la quale si esibì in giro per gli Stati Uniti e il Canada. Accreditato come "Richard Keith" nel 1956 viene scelto per interpretare il ruolo del piccolo Ricky, il figlio di Lucy e Ricky Ricardo (Lucille Ball e Desi Arnaz), nel cast principale della sesta e ultima stagione della popolarissima serie televisiva Lucy ed io (1956-57) e quindi per tre stagioni nel suo seguito, The Lucy-Desi Comedy Hour (1957-60). Il personaggio di Ricky Jr., nato nella finzione televisiva nel corso della seconda stagione, era stato impersonato nei primi anni da vari bambini (John Ganzer, Richard & Ronald Lee, Mike & Joe Mayer). Si voleva ora dargli una rilevanza maggiore di co-protagonista e si cercava un piccolo interprete che ne fosse all'altezza. Keith si rivelò la scelta perfetta, capace per le sue precoci doti musicali e interpretative di esibirsi alla pari con i suoi talentuosi "genitori". Anche nella vita reale il rapporto tra gli attori fu così stretto che Keith crebbe nella famiglia di Lucille Ball e Desi Arnaz come in una seconda famiglia.
Negli anni seguenti, Keith continuò la sua carriera di attore bambino, partecipando dal 1962 al 1966 a numerosi episodi di un'altra popolarissima serie televisiva, The Andy Griffith Show, interpretando il ruolo ricorrente di "Johnny Paul Jason", un amico di "Opie" (Ronny Howard). Prese parte come guest star anche ad altre serie televisive.
Nel 1969, mentre frequentava la University of Southwestern Louisiana, Keith Thibodeaux si unì al gruppo rock David and the Giants a Laurel, Mississippi, con il quale ebbe un buon successo negli Stati Uniti e in Inghilterra, incidendo i suoi primi dischi. Dopo alcuni anni tuttavia problemi di droga e alcool portarono Thibodeaux a lasciare il gruppo. Nel 1974 Thibodeaux riuscì a ricostruire la propria vita attraverso un'esperienza di conversione religiosa che lo condusse nel 1979 a riorganizzare la band questa volta come gruppo rock cristiano. Negli anni ottanta la band ha conosciuto un ampio successo, producendo numerose incisioni. Thibodeaux lascia nuovamente la band nel 1989, per ritornarvi ancora dal 2007 e celebrare nell'agosto del 2017 i suoi 40 anni di attività. 
Sposatosi nel 1976 con la danzatrice Kathy Denton, Thibodeaux lavora dal 1989 anche come direttore della compagnia di danza della moglie, Ballet Magnificat!.
Nel 1994 Thibodeaux ha pubblicato una sua autobiografia Life After Lucy.

## Riconoscimenti
- Young Hollywood Hall of Fame (1950's)

## Filmografia

### Televisione
- Lucy ed io (I Love Lucy), serie televisiva (1956-57) - cast principale, sesta stagione, 24 episodi
- The Lucy-Desi Comedy Hour, serie televisiva (1957-60) - cast principale, 13 episodi
- Woman Escapes, regia di Harve Foster (1958) - episodio della serie The Sheriff of Cochise
- The Last Marshal, regia di Harve Foster (1958) - episodio della serie Colgate Theatre
- Onawandah (1961) - episodio della serie Le grandi fiabe presentate da Shirley Temple
- Trap at Cordova, regia di Arthur Hiller (1961) - episodio della serie Route 66
- Ben Casey – serie TV, episodio 1x05 (1961)
- The Andy Griffith Show, serie televisiva (1962-66) - cast ricorrente, 13 episodi
- Jose, the Astronaut, regia di Coby Ruskin (1963) - episodio della serie The Bill Dana Show
- Lucy Is a Process Server, regia di Jack Donohue (1964) - episodio della serie The Lucy Show
- Joey the Patient, regia di Mel Ferber (1964); e  Every Dog Should Have a Boy, regia di James V. Kern (1964) - due episodi della serie The Joey Bishop Show
- Moe Hill and the Mountains, regia di Richard Kinon (1966) - episodio della serie The Farmer's Daughter
- A Shadow in the Streets, regia di Richard Donner (1975) - film televisivo
- C Me Dance, regia di Greg Robbins (2009) - film televisivo
- Episodio della serie The 700 Club (2015)